# الأسرار المقدسة (سكريابين)

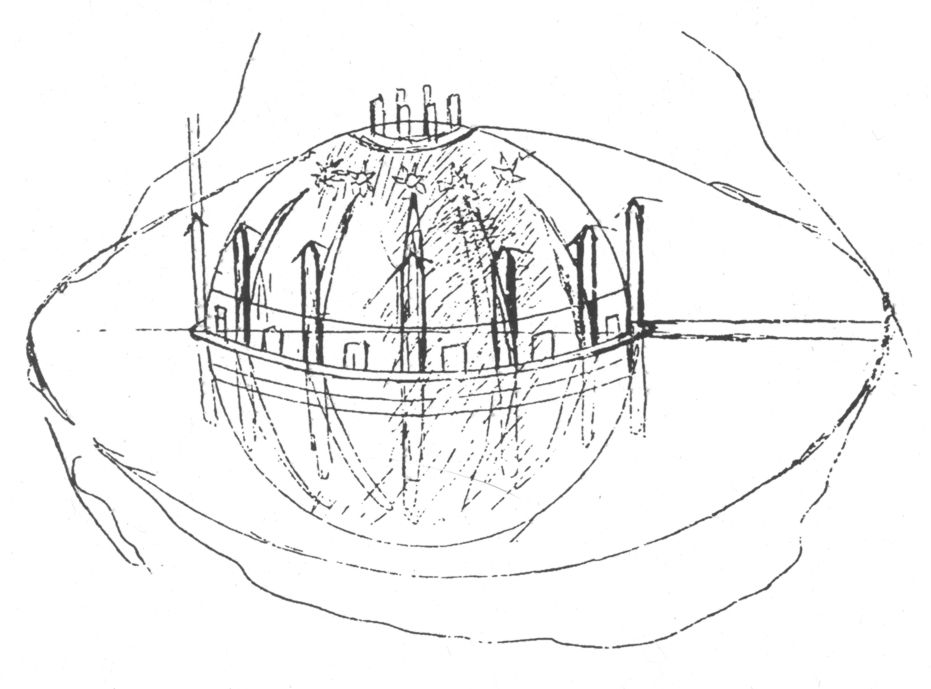

الأسرار المقدسة (بالإنجليزية Mysterium) عمل موسيقي لم يكتمل للمؤلف الموسيقي أليكساندر سكريابين بدأ العمل في كتابته عام 1903، لكن لم يكمله عند وفاته عام 1915. خطط سكريابين أن العمل يكون إيحائي، فيستخدم حواس الشم واللمس وكذلك السماع. فكتب
«لن يوجد مشاهد واحد. سوف يكون هناك مشاركين. العمل يتطلب أشخاص معينين، وفنانين خاصين وثقافة جديدة بالكامل. مجموعة المؤدين تشمل أوركسترا وجوقة مختلطة كبيرة وآلة تقدم مؤثرات بصرية وراقصين وموكب وبخور وتعبير لفظي نصي إيقاعي. الكاتدرائية التي سوف يقام فيها العمل لن تكون من نوع واحد من الحجارة لكن سوف تتغير باستمرار حسب جو وحركة العمل. هذا يتم بمساعدة الضباب والضوء الذي يعدل المعالم الهندسية».
كان سكريابين ينوي عرض العمل في الهيمالايا في الهند، وهو حدث مدته أسبوع يليه عرض لنهاية العالم (علم الأخرويات) واستبدال العنصر البشري بكائنات أكثر نبلا.
لدى وفاته كان سكريابين خط 72 صفحة من المقدمة للعمل، بعنوان «المقدمة». ألكسندر نيمتين قضى 28 عاما يعدل هذا الاسكتش ليصبح عمل مدته ثلاث ساعات، الذي سجل آخر الأمر.

## هوامش
1. ↑  Mysterium (Scriabin) - Wikipedia, the free encyclopedia

## روابط خارجية
- CD Review
- Biography of Scriabin, including a description of the Mysterium
- Article
- Scriabin in the Himalayas
- "Scriabin's Mysterium and the Birth of Genius" by Emanuel E. Garcia